# Indianapolis Grand Prix 1952
Indianapolis Grand Prix 1952 var Indianapolis 500-loppet 1952 och det andra av åtta lopp ingående i formel 1-VM 1952.  

## Resultat
1. Troy Ruttman, J C Agajanian (Kuzma-Offenhauser), 8 poäng
2. Jim Rathmann, Grancor Auto Specialists (Kurtis Kraft-Offenhauser), 6
3. Sam Hanks, Ed Walsh (Kurtis Kraft-Offenhauser), 4
4. Duane Carter, Murrell Belanger (Lesovsky-Offenhauser), 3
5. Art Cross, Ray T Brady (Kurtis Kraft-Offenhauser), 2
6. Jimmy Bryan, Peter Schmidt (Kurtis Kraft-Offenhauser)
7. Jimmy Reece, John Zink (Kurtis Kraft-Offenhauser)
8. George Connor, Federal Auto Associates (Kurtis Kraft-Offenhauser)
9. Cliff Griffith,Tom Sarafoff (Kurtis Kraft-Offenhauser)
10. Johnnie Parsons, Jim Robbins (Kurtis Kraft-Offenhauser)
11. Jack McGrath, Jack B Hinkle (Kurtis Kraft-Offenhauser)
12. Jim Rigsby, Bob Estes (Watson-Offenhauser)
13. Joe James, Ed Walsh (Kurtis Kraft-Offenhauser)
14. Bill Schindler, H A Chapman (Stevens-Offenhauser)
15. George Fonder, George H Leitenberger (Sherman-Offenhauser)
16. Eddie Johnson, Pete Salemi (Trevis-Offenhauser)
17. Bill Vukovich, Howard Keck Co (Kurtis Kraft-Offenhauser) (varv 191,styrning), 1 poäng
18. Chuck Stevenson, Bessie Lee Paoli (Kurtis Kraft-Offenhauser)
19. Henry Banks, Lindsey Hopkins (Lesovsky-Offenhauser)
20. Manny Ayulo, Coast Grain Co (Lesovsky-Offenhauser)
21. Johnny McDowell, Roger Wolcott (Kurtis Kraft-Offenhauser)

### Förare som bröt loppet
- Spider Webb, Vincent Granatelli (Bromme-Offenhauser) (varv 162, oljeläcka)
- Rodger Ward, Federal Auto Associates (Kurtis Kraft-Offenhauser) (130, oljetryck)
- Tony Bettenhausen, Earl F Slick (Deidt-Offenhauser) (93, oljetryck)
- Duke Nalon, Lewis W Welch (Kurtis Kraft-Novi) (84, kompressor)
- Bob Sweikert, Lee Elkins (Kurtis Kraft-Offenhauser) (77, differential)
- Fred Agabashian, Cummins Engine Co (Kurtis Kraft-Cummins) (71, kompressor)
- Gene Hartley, Mel B Wiggers (Kurtis Kraft-Offenhauser) (65, avgassystem)
- Bob Scott, Ludson D Morris (Kurtis Kraft-Offenhauser) (49, transmission)
- Chet Miller, Lewis W Welch (Kurtis Kraft-Novi) (41, kompressor)
- Alberto Ascari, Ferrari (40, hjul)
- Bobby Ball, Rotary Engineering Corp (Stevens-Offenhauser) (34, växellåda)
- Andy Linden, Hart Fullerton (Kurtis Kraft-Offenhauser) (20, oljepump)